# Joseph P. Strelka
Joseph Peter Strelka (* 3. Mai 1927 in Wiener Neustadt; † 7. Juni 2022) war ein österreichischer Germanist.

## Leben
Joseph P. Strelka wuchs in Wiener Neustadt auf. Er studierte von 1945 bis 1950 Deutsche Philologie bei Oskar Benda und promovierte mit der Dissertation Feudalromantische Strömungen in der Renaissanceliteratur und ihre Entwicklung. Am Beginn der 1950er Jahre leitete er das Kulturamt der Stadt Wiener Neustadt. Er leitete bis 1958 die Arbeitsgemeinschaft Literaturwissenschaft am Institut für Wissenschaft und Kunst und habilitierte an der Universität Wien. Im Jahre 1964 wurde er zum Associate Professor of German Literature an der University of Southern California in Los Angeles ernannt. Von 1966 bis 1971 lehrte er an der Pennsylvania State University, danach bis 1997 an der State University of New York in Albany.

## Auszeichnungen
- 1978 Österreichisches Ehrenkreuz für Wissenschaft und Kunst
- 1981 President’s Award for Excellence in Research der State University of New York at Albany
- 1989 Kulturpreis der Stadt Wiener Neustadt
- 1997 Goldenes Ehrenzeichen für Verdienste um das Bundesland Niederösterreich

## Publikationen (Auswahl)
- Methodologie der Literaturwissenschaft. Tübingen 1978.
- Dienst an der Dichtung. Festansprachen und Reden. Eine Auswahl. Aufsatzsammlung, Lang, Frankfurt am Main 1999, ISBN 3-631-34266-7.
- Des Odysseus Nachfahren: Österreichische Exilliteratur seit 1938. Edition Patmos Band 1, Francke Verlag, Tübingen 1999, ISBN 3-7720-2880-2.
- Der Paraboliker Franz Kafka. Edition Patmos Band 5, Francke Verlag, Tübingen 2001, ISBN 3-7720-2884-5.
- Poeta doctus Hermann Broch. Aufsatzsammlung, Edition Patmos Band 6, Francke Verlag, Tübingen 2001, ISBN 3-7720-2885-3.
- Robert Musil. Perspektiven seines Werks. Lang, Frankfurt am Main 2003, ISBN 3-631-50711-9.
- Exil, Gegenexil und Pseudoexil in der Literatur. Edition Patmos Band 8, Francke Verlag, Tübingen 2003, ISBN 3-7720-2887-X.
- Ernst Schönwiese. Werk und Leben. Lang, Frankfurt am Main 2005, ISBN 3-631-53221-0.
- Arthur Koestler. Autor – Kämpfer – Visionär. Biografie, Edition Patmos Band 10, Francke Verlag, Tübingen 2006, ISBN 3-7720-8144-4.
- Vergessene und verkannte österreichische Autoren. Edition Patmos Band 12, Francke Verlag, Tübingen 2008, ISBN 978-3-7720-8287-0.
- Dichter als Boten der Menschlichkeit. Literarische Leuchttürme im Chaos des Nebels unserer Zeit. Edition Patmos Band 14, Francke Verlag, Tübingen 2010, ISBN 978-3-7720-8386-0.
- Dante und die Templergnosis. Edition Patmos Band 16, Francke Verlag, Tübingen 2012, ISBN 978-3-7720-8443-0.
- Dante – Shakespeare – Goethe und die Traditionskette abendländischer Autoren. Edition Patmos Band 18, Francke Verlag, Tübingen 2014, ISBN 978-3-7720-8530-7.
- Begegnungen mit geistigen Größen, an denen ich innerlich wuchs. Ein Buch des Dankes. Autobiografie, Edition Patmos Band 20, Francke Verlag, Tübingen 2015, ISBN 978-3-7720-8573-4, Rezension von Erich Stöckl: Antikommunismus auf Austroamerikanisch (2016)